# Donald, der Nußdieb
Donald, der Nußdieb ist ein US-amerikanischer Zeichentrick-Kurzfilm von Jack Hannah aus dem Jahr 1947.

## Handlung
Ahörnchen und Behörnchen überwintern in einem hohlen Baumstamm, den sie mit Nüssen gefüllt haben. Donald Duck wiederum erwacht frierend in seiner Hütte im Wald und hat kein Feuerholz. Prompt fällt er den Baum der beiden Backenhörnchen, die ihm nun empört zu seiner Hütte folgen.
Zunächst versuchen sie, ihren Nussvorrat heimlich zu retten, doch setzt Donald schließlich den Baumstumpf in Flammen, um sich zu wärmen. Die beiden Hörnchen löschen die Flammen und versuchen, den Baumstamm abzutransportieren, werden jedoch von Donald aufgehalten. Sie versuchen den Baumstamm mit durch den Schornstein geworfenen Schneebällen zu löschen, doch kommt ihnen Donald auch hier auf die Schliche. Am Ende lassen die Hörnchen einen Schneeball auf das Haus zurollen, der immer größer wird. Donald, der arglos auf ein Klopfen hin die Tür seines Hauses öffnet, wird von der Lawine mitgerissen. Die Hörnchen können nun ihren Baumstamm in Ruhe abtransportieren und Behörnchen versetzt dem im Schnee steckenden Donald am Ende einen Fußtritt.

## Produktion
Donald, der Nußdieb kam am 28. November 1947 als Teil der Disney-Trickfilmserie Donald Duck in Technicolor in die Kinos. Nach Squatter’s Rights im Jahr 1947 war es der zweite Trickfilm um die zwei Backenhörnchen, der für einen Oscar nominiert wurde.

## Synchronisation
| Rolle       | Originalsprecher |
| ----------- | ---------------- |
| Donald Duck | Clarence Nash    |
| Ahörnchen   | Jimmy MacDonald  |
| Behörnchen  | Dessie Flynn     |

## Auszeichnungen
Donald, der Nußdieb wurde 1948 für einen Oscar in der Kategorie „Bester animierter Kurzfilm“ nominiert, konnte sich jedoch nicht gegen So ein süßer Piepmatz durchsetzen.